# Fossil (moda)

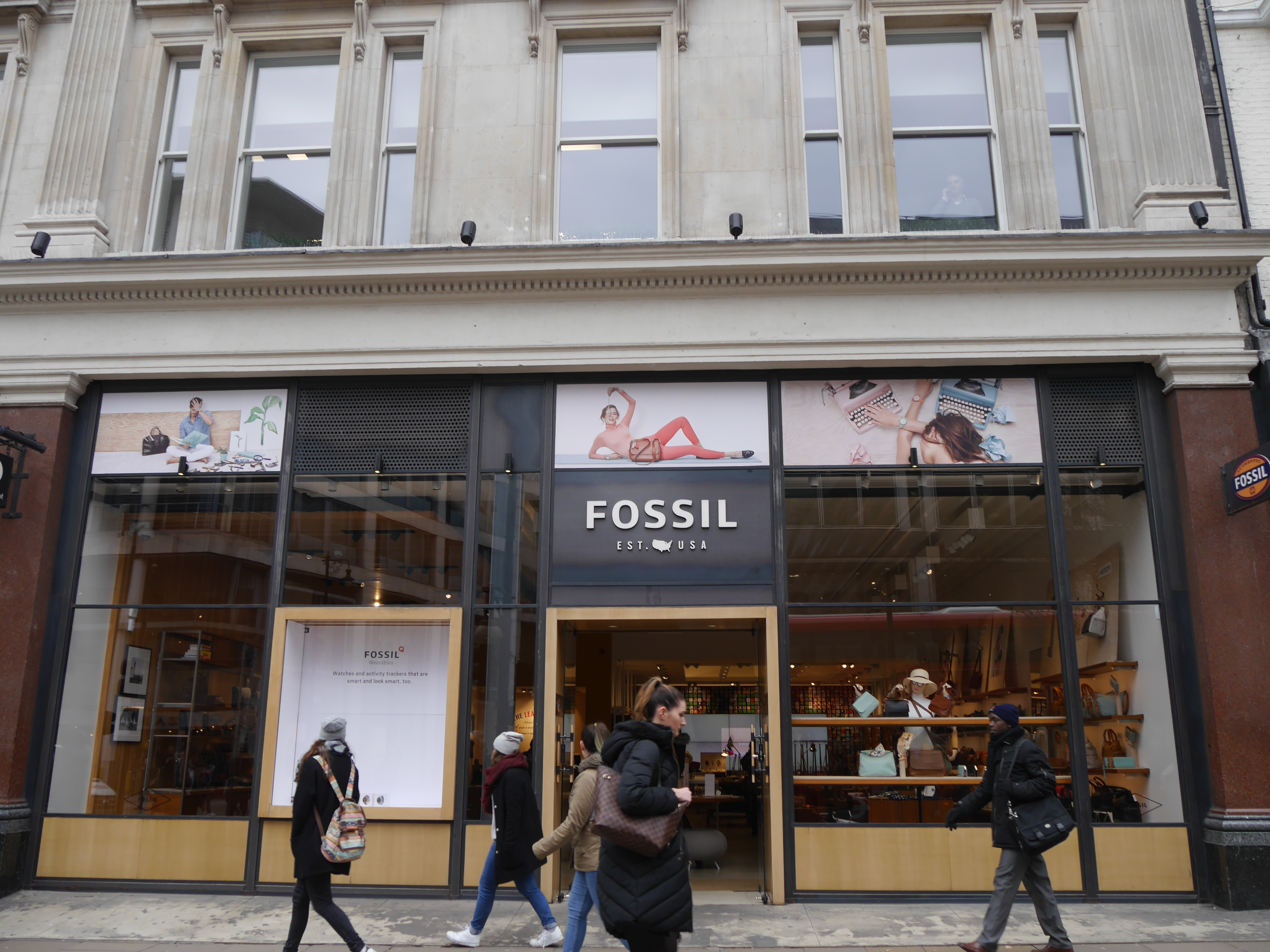
Tienda de la firma en Oxford Street, Londres (2016)

Fossil Group, Inc., es una empresa estadounidense de manufactura y diseño de moda, fundada en 1984 por Tom Kartsotis y con sede en Richardson (Texas). Sus marcas incluyen Fossil, Relic, Michele Watch, Skagen Denmark, Misfit, WSI y Zodiac. También fabrica accesorios con licencia para marcas como BMW, Puma, Armani, Michael Kors, DKNY, Diesel, Kate Spade New York, Tory Burch, Chaps y Armani.
Kosta Kartsotis, hermano de Tom Kartsotis y director ejecutivo, posee aproximadamente el 12,5% de las acciones de la firma. El nombre de la empresa es un apodo, el nombre que los hermanos le dieron a su padre.

## Historia de la empresa
Fossil fue fundada en 1984 con el nombre de Overseas Products International por Tom Kartsotis, un exalumno de la Universidad de Texas A&M residente en Dallas, por sugerencia de su hermano mayor, Kosta Kartsotis, ejecutivo de comercialización de la compañía Sanger-Harris. Kosta le contó a su hermano menor las grandes ganancias que podrían obtenerse importando productos minoristas fabricados en Extremo Oriente, específicamente importando relojes de moda a precios moderados. Su producto principal eran los relojes de moda con aspecto retro. En 1990, introdujeron artículos de cuero bajo la marca Fossil y la línea de relojes Relic.
La empresa lanzó su oferta pública de venta en 1993.
Zodiac era una marca suiza de relojes que operaba desde 1882, cuando Fossil la adquirió de Genender International en 2001 por 4,7 millones de dólares. El deseo de Fossil de vincularse con Suiza llevó a la compra de la marca Zodiac Watch y a una reestructuración completa de su línea de modelos, para reflejar un estilo retro moderno de los años 1970 en un reloj de alta gama. La compra de Michele Watch en 2004 completó el abanico de productos, ofreciendo un reloj suizo de alta gama con un toque de diseño.
En septiembre de 2007, Fossil fue acusada de infringir una patente, propiedad de Financial Innovations Systems, LLC, en una demanda interpuesta en el Distrito Norte de Texas. El caso se resolvió por una cantidad no revelada y se desestimó poco después.
La cadena Watch Station International fue adquirida a Luxottica/Sunglass Hut en diciembre de 2007.
Fossil cuenta con estudios de diseño en Biena, Suiza, cerca de la sede de Rolex, así como plantas de fabricación en China y centros de distribución en Dallas, Alemania y Asia.
En 2012, Fossil, Inc. acordó la compra de Skagen Designs y de algunos de sus socios por aproximadamente 225 millones de dólares en efectivo y 150.000 acciones de Fossil. El valor total pagado por Fossil ascendería a aproximadamente 236,8 millones de dólares.
A principios de 2013, la firma presentó su línea "Fossil Swiss", una colección de relojes de alta gama con precios más altos, fabricados en Suiza.
En noviembre de 2015, Fossil adquirió Misfit por 260 millones de dólares, con la intención de incorporar la tecnología de la empresa en relojes de aspecto tradicional.
En 2021, la firma redujo su plantilla de 10.200 a 7.500 empleados.
En 2022, el Grupo Fossil nombró a Lisa Marie Pillette vicepresidenta sénior y directora de marketing.
En enero de 2024, la compañía anunció su salida del negocio de los relojes inteligentes.

## Negocio con licencia
Fossil ha cosechado éxitos financieros con sus propias marcas, lo que ha dado lugar a numerosos acuerdos para líneas de relojes  bajo licencia. En 2001, colaboró con el diseñador Philippe Starck para crear la colección de relojes Starck with Fossil. Esta colección presenta diseños ultramodernos y movimientos únicos. Otras líneas de relojes con licencia que Fossil diseña, fabrica y distribuye incluyen Burberry, DKNY, Armani, Columbia Sportswear, Diesel, Frank Gehry, Karl Lagerfeld, Tory Burch, Kate Spade, Michael Kors, Callaway Golf, Copa Davis, Marc by Marc Jacobs, Skagen Designs, Michele y Adidas. Al referirse a las líneas de relojes Fossil, generalmente se las considera "fabricantes". Fossil también diseña y fabrica sus propios movimientos bajo la línea Fossil Twist.

## Productos especiales

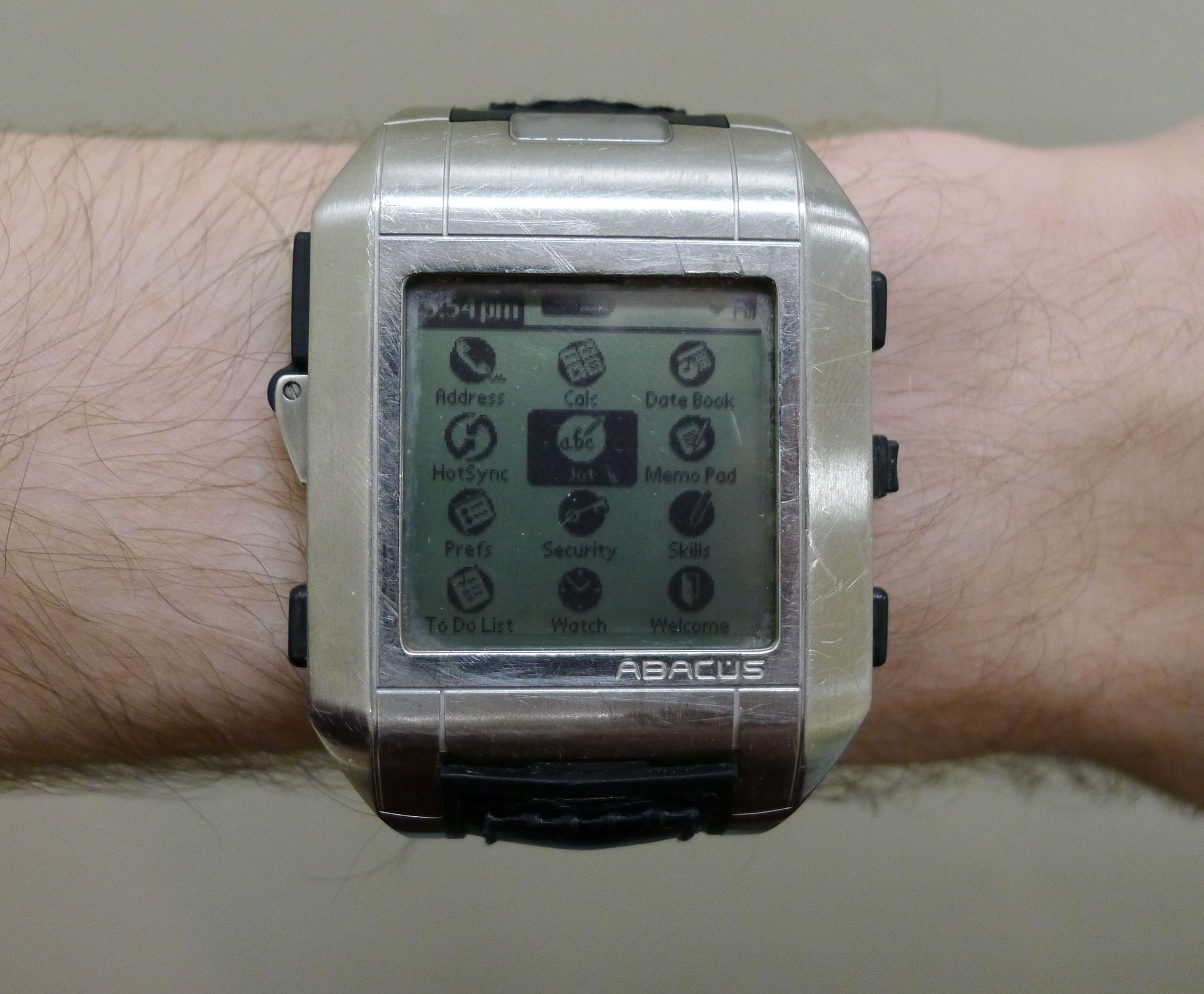
Fossil Wrist PDA computador de pulsera lanzado en 2003, basado en el sistema operativo Palm OS

Además, la empresa produce objetos de colección, algunos de ellos basados en películas populares o en personajes de la cultura popular. Entre los diseños anteriores se incluyen: Superman, Batman, la Mujer Maravilla, Elvis Presley; la saga Piratas del Caribe, Flash, Linterna Verde, Snoopy, Pokémon, Star Wars, Las Crónicas de Narnia, Cars, Matrix, Harry Potter y Minecraft.
En 2003, la compañía lanzó la Fossil Wrist PDA (un computador de pulsera, una pequeña PDA basada en el sistema operativo Palm OS que se usaba como un reloj. En 2006, Fossil lanzó un reloj con identificación de llamadas.
En 2006, Fossil se asoció con la National Football League en Estados Unidos para crear la colección oficial de relojes de cada equipo. Fossil también atiende a mercados especiales que buscan productos personalizados.

## Sitios web
El sitio web de comercio electrónico de Fossil Group, fossil.com, contaba con un total de 364 tiendas según el informe del año fiscal 2010, presentes en todo el mundo, como Fossil Reino Unido, Fossil Estados Unidos, Fossil India e incluso en países africanos como Fossil Sudáfrica y Fossil Nigeria.

## Premios
Fossil ganó los premios al "Uso más eficaz de la creatividad en línea" y al "Mejor de la Exposición" en la sexta edición anual del concurso DFWIMA a la Excelencia en Marketing Interactivo (en 2006).
La firma también fue elegida una de las 100 Mejores Empresas para Trabajar en el Reino Unido en 2013 y 2015.
En 2016, Fossil ganó el premio a la Colección de Tecnología de Moda del Año por sus relojes inteligentes de diseño conectados y sus diseños de joyería. Sus relojes inteligentes analógicos y joyería conectada abarcan marcas con licencia como Diesel, Emporio Armani, Michael Kors y Kate Spade.